# Podgórz (powiat brodnicki)
Podgórz – wieś w Polsce, położona w województwie kujawsko-pomorskim, w powiecie brodnickim, w gminie Brodnica.

## Podział administracyjny
W latach 1975–1998 miejscowość położona była w województwie toruńskim.

## Demografia
Według Narodowego Spisu Powszechnego (III 2011 r.) liczył 267 mieszkańców. Jest jedenastą co do wielkości miejscowością gminy Brodnica.